# 犯罪捜査規範
犯罪捜査規範（はんざいそうさきはん、昭和32年7月11日国家公安委員会規則第2号）とは、日本の警察官が犯罪の捜査を行うに当たって守るべき心構え、捜査の方法、手続その他捜査に関し必要な事項を定める国家公安委員会規則である。1957年（昭和32年）7月11日公布、同年9月1日施行。

## 概要
捜査上の心構えから捜査実務の方法、合法性などを刑法および刑事訴訟法に基づいて規定した警察における規則の一つで、国家公安委員会規則に基づき制定される。
警察官の捜査活動の手順を定めており、警察官が犯罪捜査・取締活動を行う際には犯罪捜査規範と警察官職務執行法それに関連する各種の警察内規によって規定された行動に則らなければならない。

## 構成
- 第一章 総則
- 第二章 捜査の端緒
- 第三章 捜査の開始
- 第四章 任意捜査
- 第五章 逮捕
- 第六章 捜索、差押および検証
- 第七章 没収保全等の請求
- 第八章 取調べ
- 第九章 鑑識
- 第十章 送致及び送付
- 第十一章 少年事件に関する特則
- 第十二章 交通法令違反事件に関する特則
- 第十三章 国際犯罪に関する特則
- 第十四章 群衆犯罪に関する特則
- 第十五章 暴力団犯罪に関する特則
- 第十六章 保釈者等の視察
- 第十七条 令状の執行
- 第十八条 雑則